# Succinate de diéthyle
Le succinate de diéthyle est un composé organique de formule brute C8H14O4. C'est le diester d'éthyle de l'acide succinique (acide butane-1,4-dioïque).

## Propriétés
Le succinate de diéthyle se présente sous la forme d'un liquide incolore à l'odeur plaisante, faiblement soluble dans l'eau. Il est combustible mais peu inflammable et faiblement à très faiblement volatil. Il ne présente pas de risque pour l'homme, tout au plus une légère irritation en cas de contact avec les yeux, mais il est dangereux pour la vie aquatique. Le succinate de diéthyle est une base extrêmement faible (essentiellement neutre).

## Occurrence naturelle
Le succinate de diéthyle est naturellement présent dans les pommes, le cacao, la mûre fraîche (Rubus laciniata L.), la figue de Barbarie (Opuntia ficus indica Mill.), le brandy, le whisky et le vin. Sa teneur dans le vin blanc est d'environ 0,01 à 0,8 mg/l. La teneur augmente même après 10 ans en raison des processus biochimiques du vin .

## Synthèse
Le succinate de diéthyle peut être obtenu par estérification de l'acide succinique par l'éthanol.

## Utilisations
Étant un diester, le succinate de diéthyle est un réactif  particulièrement polyvalent en synthèse organique. Il peut par exemple donner la 2-hydroxycyclobutanone par condensation acyloïne ; par condensation avec les esters oxaliques, c'est un précurseur de l'acide α-cétoglutarique. La condensation de deux molécules de succinate de diéthyle en milieu acide donne une molécule de 2,5-dicarbéthoxy-1,4-cyclohexanedione dont les deux groupes –COO–CH2–CH3 peuvent être hydrolysés pour donner la 1,4-cyclohexanedione. La synthèse de la resméthrine (en), un insecticide pyréthrinoïde, peut également être effectuée à partir du succinate de diéthyle
Le succinoylsuccinate de diéthyle (en), produit par condensation basique du succinate de diéthyle, est un précurseur utile das la synthèse de colorants et pigments.

Succinoylsuccinate de diéthyle

Le succinate de diéthyle est classifié et autorisé comme substances aromatisantes par la FAO et l'Union européenne.